# Ливерпуль (футбольный клуб)
«Ливерпу́ль» (полное название — Футбольный клуб «Ливерпуль», англ. Liverpool Football Club, английское произношение: ['lɪvəpu:l 'futbɔ:l klʌb]) — английский профессиональный футбольный клуб из одноимённого города, расположенного в графстве Мерсисайд. Основан в 1892 году; в следующем году вступил в Футбольную лигу Англии. С момента создания проводит домашние матчи на стадионе «Энфилд». Стадион построен в 1884 году, на нём изначально играл другой ливерпульский клуб, «Эвертон». «Энфилд» вмещает более шестидесяти одной тысячи болельщиков.
«Ливерпуль» является одним из самых успешных английских клубов по количеству выигранных титулов за всю историю. Клуб является 20-кратным чемпионом Англии, 8-кратным обладателем Кубка Англии, 10-кратным обладателем Кубка лиги, 16-кратным обладателем Суперкубка Англии, 3-кратным обладателем Кубка УЕФА, 6-кратным победителем Лиги чемпионов, 4-кратным обладателем Суперкубка УЕФА и Клубным чемпионом мира 2019 года. В общей сложности «Ливерпуль» выигрывал еврокубки тринадцать раз, что является четвёртым результатом после мадридского «Реала», «Милана» и «Баварии». Самый успешный период в истории клуба пришёлся на 1970-е и 1980-е годы, когда командой руководили Билл Шенкли и Боб Пейсли, которые совместно на двоих выиграли 11 чемпионских титулов и 7 европейских трофеев.
Принципиальными соперниками клуба с давних лет являются английские «Эвертон» и «Манчестер Юнайтед», с которыми разыгрываются мерсисайдское и северо-западное дерби соответственно. Гимном клуба является песня You’ll Never Walk Alone, перепетая в дальнейшем ливерпульской группой Gerry & The Pacemakers.
По данным аудиторской компании Deloitte в 2024 году «Ливерпуль» занимал седьмое место по доходам среди всех футбольных клубов мира. В мае 2024 года Forbes оценивал клуб в 5,37 миллиардов долларов США. Таким образом, «Ливерпуль» занимает четвёртое место в списке самых дорогостоящих футбольных клубов мира.
В 2020 году «Ливерпуль» по результатам исследования CIES Football Observatory признан самым дорогим по составу клубом в Европе.

## История

### 1892—1959

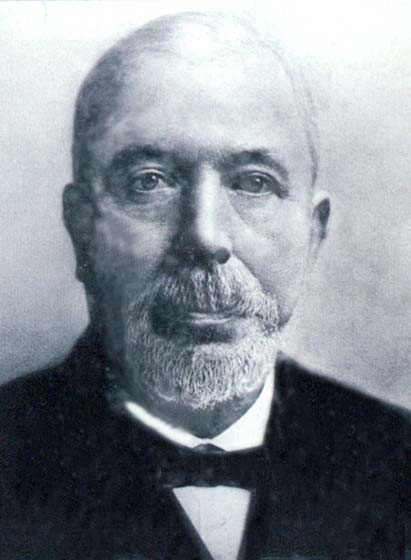
Джон Хоулдинг, основатель футбольного клуба «Ливерпуль»

«Ливерпуль» был основан из-за спора вокруг арендной платы между комитетом «Эвертона» и Джоном Хоулдингом, президентом клуба и владельцем земли на «Энфилде». Хоулдинг был обвинён в использовании своего положения для личной наживы. После восьми лет на стадионе «Эвертон» переехал на «Гудисон Парк» в 1892 году, а Хоулдинг основал «Ливерпуль» для того, чтобы команда играла на «Энфилде». Первоначально клуб был назван Everton F.C. and Athletic Grounds Ltd («Эвертон Атлетик»), но в июне 1892 года был переименован в «Ливерпуль», после того, как Футбольная ассоциация отказалась признать клуб как «Эвертон». В результате команда была названа в честь города — «Ливерпуль». Свой первый матч «Ливерпуль» провёл 1 сентября 1892 года: это была товарищеская игра против клуба «Ротерем Таун», в которой хозяева на «Энфилде» одержали победу со счётом 7:1.
Новый клуб начал выступления в Ланкаширской лиге. Уже через два года клуб вошёл в Футбольную лигу, вступив во Второй дивизион в сезоне 1893/94. Первый матч в Футбольной лиге «Ливерпуль» провёл 2 сентября 1893 года против клуба «Мидлсбро Айронополис», одержав в нём победу со счётом 2:0. В своём дебютном сезоне в Футбольной лиге «Ливерпуль» выиграл Второй дивизион и вышел в Первый дивизион, но смог закрепиться в нём лишь со второй попытки — в сезоне 1896/97.
«Ливерпуль» выиграл свой первый чемпионский титул в сезоне 1900/01, повторив достижение через 5 лет — в сезоне 1905/06. Первого своего финала Кубка Англии «красные» достигли в 1914 году, но проиграли в нём клубу «Бернли» со счётом 0:1. Затем были выиграны ещё два чемпионата в сезонах 1921/22 и 1922/23, но после этого «Ливерпуль» не выиграл ни одного трофея до 1947 года, когда в пятый раз был выигран чемпионат. Клуб вновь достиг финала Кубка Англии в 1950 году, но уступил «Арсеналу» со счётом 0:2.
«Ливерпуль» выбыл во Второй дивизион в сезоне 1953/54. В течение этого периода клуб потерпел поражение от непрофессионального клуба «Вустер Сити» в Кубке Англии сезона 1958/59.

### 1959—1985

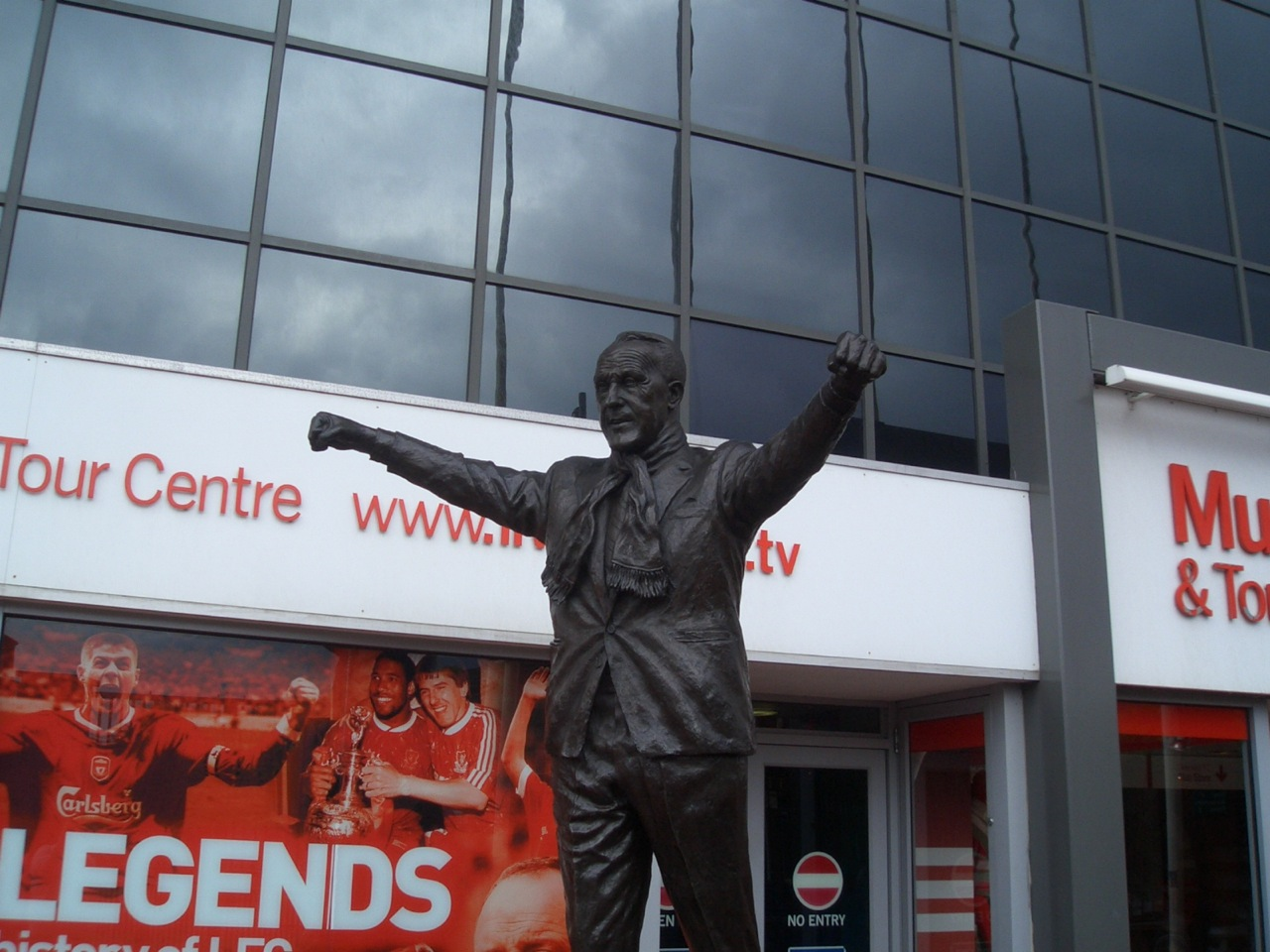
Статуя Билла Шенкли перед «Энфилдом»

Вскоре после этого печально известного результата, менеджером был назначен Билл Шенкли. Состав команды серьёзно обновился — пришло сразу 24 новых игрока. Кроме того, он превратил помещение на «Энфилде», первоначально использовавшееся как кладовка, в комнату, где тренеры могли обсуждать тактику за чаем (или другими напитками). Там Шенкли, а также другие основатели Boot Room — Джо Фэган, Робин Беннетт и Боб Пейсли — начали перестройку команды.
Возвращение в Первый дивизион было достигнуто в сезоне 1961/62, затем клуб выиграл Лигу впервые за 17 лет в сезоне 1963/64. Затем в 1966 году «Ливерпуль» выиграл 7-й чемпионат Англии, а годом ранее, выиграв в дополнительное время у «Лидс Юнайтед», «красные» выиграли свой первый Кубок Англии. Клуб выиграл чемпионат и Кубок УЕФА, разгромив в финале «Боруссию» Мёнхенгладбах 3:0, в 1973 году, и Кубок Англии на следующий год. После этого Шенкли решил уйти и был заменён своим помощником Бобом Пейсли.
Пейсли был ещё более успешен. При Пейсли «Ливерпуль» провёл 490 официальных матчей, в которых одержал 275 побед, 91 матч свёл к ничьей и потерпел 124 поражения. За это время клуб выиграл 19 крупных турниров, включая шесть чемпионских титулов. Боб Пейсли — один из двух тренеров в мире, которые трижды выигрывали Лигу чемпионов, добившись этого с одним клубом — в 1977, 1978 и 1981 годах.
Пейсли ушёл в отставку в 1983 году и (как и Шенкли) передал бразды правления соратнику по Boot Room Джо Фэгану. «Ливерпуль» выиграл три трофея в первый сезон Фэгана: чемпионат, Кубок Футбольной лиги и Кубок европейских чемпионов, став первой английской командой, выигравшей три трофея за сезон. «Ливерпуль» снова достиг финала Кубка европейских чемпионов в 1985 году. Матч против «Ювентуса» проходил в Брюсселе на стадионе «Эйзель». До начала матча произошла трагедия: фанаты «Ливерпуля» сломали ограды, которые отделяли две группы болельщиков и накинулись на фанатов «Ювентуса». В результате началась давка, в которой погибли 39 человек, в основном итальянцы. Матч всё же решено было не отменять. «Ливерпуль» проиграл 0:1. Английским клубам было запрещено участвовать в еврокубках в течение пяти лет, «Ливерпуль» получил 10-летний запрет, который впоследствии был сокращён до шести лет. Четырнадцать фанатов получили судимость за непредумышленное убийство.

### С 1985 года

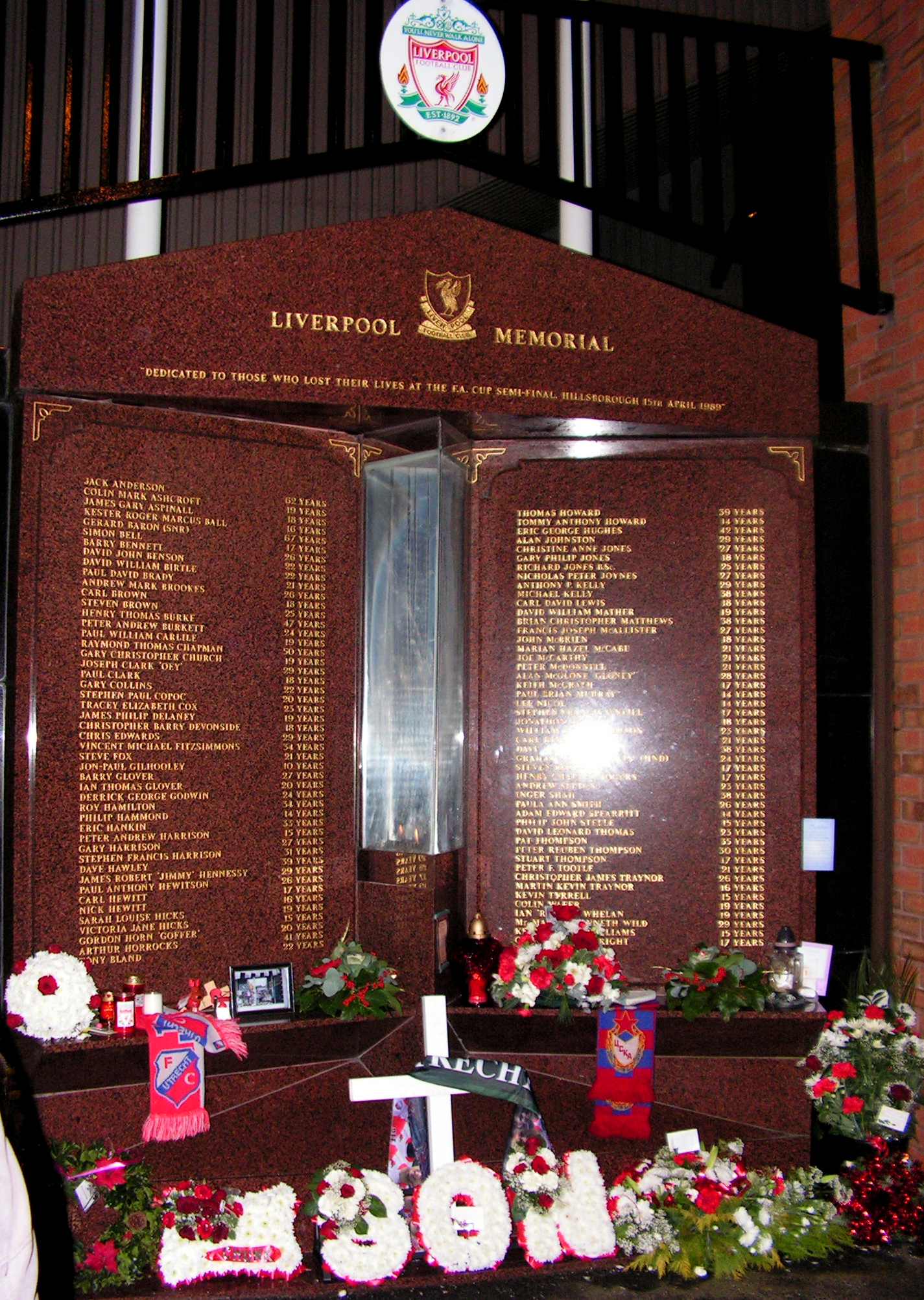
Мемориал Хиллсборо, на котором выгравированы имена 96 погибших в результате трагедии на стадионе «Хиллсборо»

Из-за произошедшей катастрофы Джо Фэган подал в отставку, Кенни Далглиш был назначен играющим тренером команды. За время, что он руководил «Ливерпулем», клуб выиграл ещё три чемпионата и два Кубка Англии, в том числе классический дубль (чемпионат и Кубок Англии) в сезоне 1985/86. Успехи «Ливерпуля» были омрачены трагедией на стадионе «Хиллсборо», в Шеффилде. Во время полуфинала Кубка Англии с «Ноттингем Форест», 15 апреля 1989 года. В результате давки пострадали сотни болельщиков «Ливерпуля». 93 человека умерло в тот же день, ещё двое скончались в больнице от полученных травм, 96-й умер почти четыре года спустя, не приходя в сознание. В связи с трагедией на стадионе «Хиллсборо», правительство поручило провести проверку безопасности на всех стадионах в Великобритании, результатом которой стал документ, названный «Докладом Тэйлора». В докладе комиссия признала, что основной причиной катастрофы был провал полицейского контроля.
1989 год запомнился болельщикам «Ливерпуля» и участием в самой драматической концовке сезона за всё время. Клуб уступил титул по разнице голов, в последнем туре сезона, дома, проиграв будущему чемпиону — «Арсеналу». Далглиш был у кромки поля во время трагедии на «Хиллсборо». После гибели болельщиков «Ливерпуля» он много помогал родным и близким погибших, эту борьбу он вёл и в дальнейшем, вплоть до официального признания вины полиции в смерти фанов. Подал в отставку из-за пережитого стресса (позднее, в январе 2011 года, вновь возглавил «Ливерпуль» и выиграл Кубок Футбольной лиги в 2012 году). Он был заменён бывшим игроком «Ливерпуля» и сборной Шотландии Грэмом Сунессом. Помимо победы в Кубке Англии в 1992 году, Сунесс не добился успехов и был заменён бывшим членом Boot Room, Роем Эвансом в 1994 году. Эванс отработал немногим лучше: единственным его трофеем был Кубок Футбольной лиги, выигранный в 1995 году. Одним из знаменательных событий была победа 4:3 над «Ньюкасл Юнайтед» на «Энфилде» 3 апреля 1996 года, которая была названа в апреле 2003 года матчем десятилетия в Премьер-лиге. Жерар Улье был назначен вторым тренером в сезоне 1998/99, но остался единственным после того, как Эванс ушёл в отставку в ноябре 1998 года.

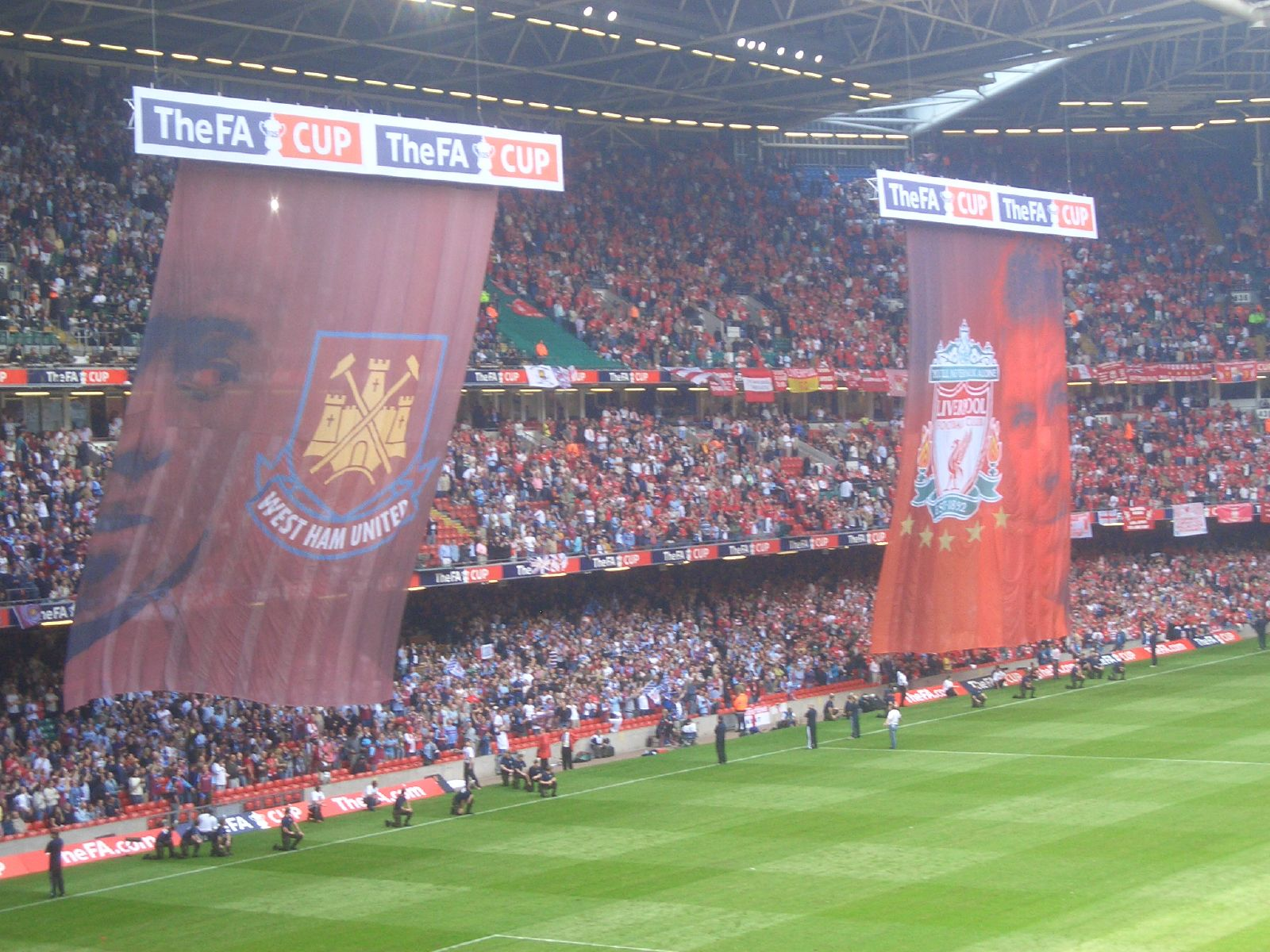
Выигранный финал Кубка Англии 2006

В своём втором сезоне в «Ливерпуле» Улье выиграл сразу три трофея: Кубок Англии, Кубок Футбольной лиги и Кубок УЕФА. В сезоне 2001/02, в течение которого Улье пережил операцию на сердце, «Ливерпуль» занял второе место за «Арсеналом». Следующие сезоны не оправдали ожиданий, и Улье был заменён Рафаэлем Бенитесом. Клуб финишировал пятым в своём первом сезоне при новом менеджере, но победил в Лиге чемпионов УЕФА, обыграв в финале «Милан» 3:2 в серии пенальти после 3:3 в основное время. В следующем сезоне «Ливерпуль» занял третье место с 82 очками — рекордными с 1988 года. Они выиграли Кубок Англии, повторив лигочемпионский результат в предыдущем сезоне, переиграв «Вест Хэм Юнайтед» в серии пенальти после окончания основного времени со счётом 3:3. В сезоне 2006/07 американские бизнесмены Джордж Джиллетт и Том Хикс стали владельцами «Ливерпуля», совершив сделку, которая оценила клуб и его долги на 219 млн фунтов стерлингов. В том сезоне клуб вновь достиг финала Лиги чемпионов УЕФА и снова встретился с «Миланом», но на этот раз проиграл 2:1. В сезоне 2008/09 «Ливерпуль» добился рекордных 86 очков и занял второе место вслед за «Манчестер Юнайтед».

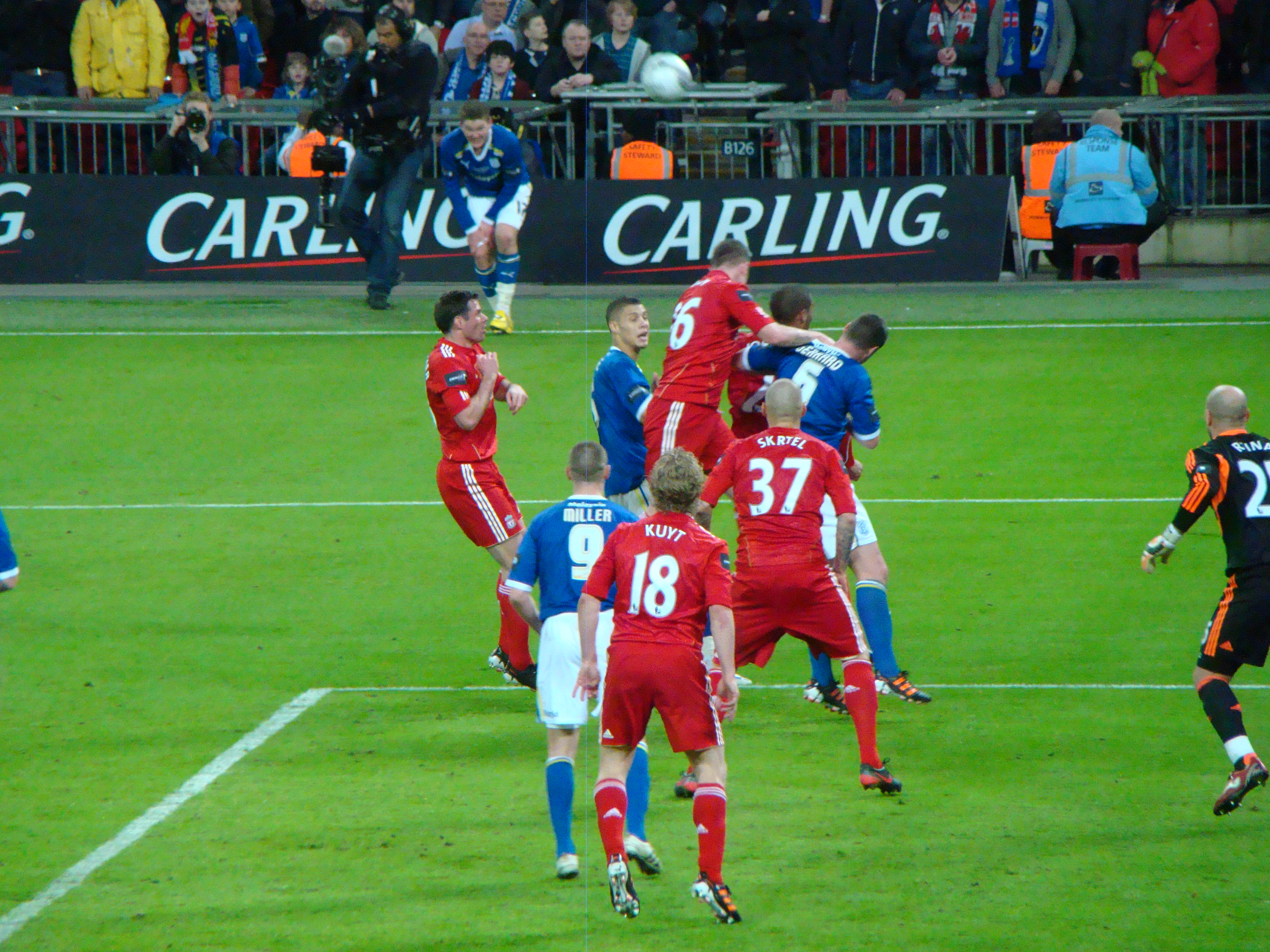
Выигранный финал Кубка Лиги 2012

3 июня 2010 года было объявлено, что Бенитес покинул свой пост после седьмого места в Премьер-лиге и отсутствии квалификации в Лигу чемпионов УЕФА. 1 июля 2010 года «Ливерпуль» объявил о назначении бывшего рулевого «Фулхэма» Роя Ходжсона с заключением контракта сроком на три года. Однако, проработав чуть более семи месяцев, 8 января 2011 года Рой Ходжсон по взаимному согласию сторон оставил пост главного тренера «Ливерпуля». Команда под его руководством провела 20 матчей в Премьер-лиге, набрав 25 очков, что позволило ей занять всего лишь 12-е место. Уходя, Ходжсон отметил, что последние месяцы работы с «Ливерпулем» стали одними из самых сложных в его тренерской карьере. «Жаль, что мне не удалось создать команду», — сказал он. Место наставника до конца сезона занял ранее уже выигрывавший с «Ливерпулем» чемпионат Англии шотландец Кенни Далглиш. Его приход стал первым в истории клуба тренерским возвращением. 12 мая 2011 года футбольным клубом «Ливерпуль» было объявлено, что с Далглишом был подписан контракт, согласно которому он связан с «Ливерпулем» на три сезона. 27 февраля 2012 года Далглиш принёс «мерсисайдцам» первый за 6 лет трофей, Кубок Футбольной лиги. В финале «Ливерпуль» переиграл «Кардифф Сити».
15 мая 2012 года появились[где?] слухи об увольнении главного тренера Кенни Далглиша. На следующий день руководство выступило с официальным подтверждением отставки шотландского специалиста.

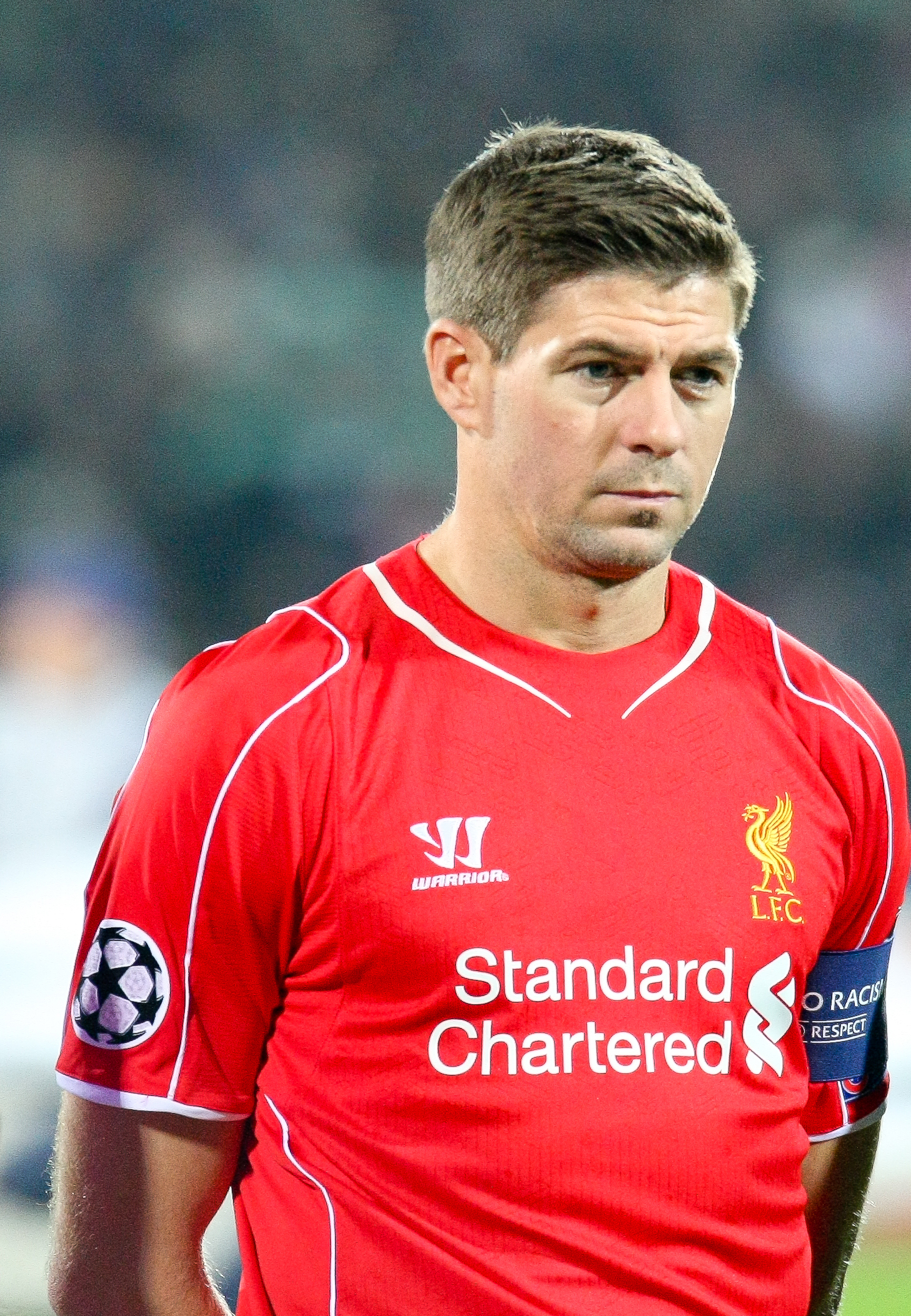
Стивен Джеррард — капитан «Ливерпуля» с 2003 по 2015 год

1 июня 2012 года новым тренером «Ливерпуля» стал Брендан Роджерс, хорошо зарекомендовавший себя по работе с «Суонси Сити». Эпоха североирландца получилась неоднозначной. Приняв бразды правления от своего предшественника, Роджерс провалил несколько матчей на старте чемпионата, что в конечном счёте сказалось на итоговом результате — команда заняла 7 место. Однако следующий сезон 2013/2014 оказался самым успешным в карьере Роджерса. Команда, практически не теряя очков на старте чемпионата, показывала убедительную игру. С лучшей стороны себя проявил новичок команды Дэниэл Старридж. К Рождеству команда занимала 1 место. Уверенная игра в первой половине 2014 года дала повод надеяться впервые за 24 года на успех в чемпионате. Однако череда невзрачных матчей и слабо проведённая концовка чемпионата позволили занять лишь 2-е место в турнире. В том сезоне нападающий «Ливерпуля» Луис Суарес стал лучшим бомбардиром Премьер-лиги, забив 31 мяч.
После провального летнего трансферного окна и ухода ведущего игрока команды — Луиса Суареса, команда начала чемпионат очень натужно и добывала первые очки с большим трудом. После первых 4-х игр последовало несколько болезненных поражений, которые в итоге не позволили надеяться на попадание в топ-4. Блеклое выступление команды в Лиге чемпионов также наложило свой отпечаток. В адрес тренера посыпались обвинения со стороны болельщиков и призывы уйти со своего поста. В начале 2015 года была одержана почти[уточнить] 10-матчевая беспроигрышная серия. Однако провальная концовка чемпионата свела на нет все усилия команды. Сезон 2014/2015 стал последним в составе «красных» для легендарного капитана «Ливерпуля» Стивена Джеррарда, который играл за клуб с 1998 года. Полузащитник перешёл свободным агентом в американский «Лос-Анджелес Гэлакси». Несмотря на итоговое 6 место и непопадание в Лигу чемпионов, тренер не был уволен. Роджерсу был поставлен жёсткий ультиматум — или он начинает стремиться к зоне ЛЧ и выигрывает какой-либо трофей, или будет уволен.
Начало сезона 2015/16 выдалось неубедительным, и 4 октября 2015 Роджерс был уволен. На тот момент «Ливерпуль» занимал 10-е место в Премьер-лиге.

#### Под руководством тренера Юргена Клоппа (2015—2024)
8 октября 2015 года было заключено соглашение с бывшим тренером дортмундской «Боруссии» Юргеном Клоппом. Контракт был рассчитан сроком на 3 года. Уже в первом сезоне Клопп сумел вывести «Ливерпуль» в финал кубка футбольной лиги и Лиги Европы, но команда потерпела неудачи в обоих финалах (уступив «Манчестер Сити» и «Севилье» соответственно).
В сезоне 2016/17 команда шла в группе лидеров и финишировала на 4-м месте, обеспечив себе участие в Лиге чемпионов. Следующий год под руководством Юргена Клоппа команда вновь завершила на четвёртом месте. Также «Ливерпуль» добрался до финала Лиги чемпионов, где уступил мадридскому «Реалу» со счётом 3:1. В течение этого периода клуб приобрёл несколько дорогостоящих игроков для усиления состава. Команду пополнили вратарь Алисон Бекер, защитники Вирджил Ван Дейк, Жоэль Матип и Эндрю Робертсон, полузащитники Фабиньо, Джеймс Милнер, Наби Кейта и Джорджиньо Вейналдум, а также нападающие Роберто Фирмино, Садио Мане и Мохаммед Салах. По итогам сезона 2017/2018 Мохаммед Салах был признан лучшим игроком сезона английской Премьер-лиги.
В сезоне 2018/19 «Ливерпуль» занял второе место в Премьер-лиге, отстав от «Манчестер Сити» на одно очко. В 2019 году клуб стал победителем Лиги чемпионов, обыграв в финале лондонский «Тоттенхэм Хотспур» со счётом 2:0.
В сезоне 2019/20 «Ливерпуль» впервые за 30 лет завоевал чемпионский титул, выиграв английскую Премьер-лигу и став 19-кратным чемпионом Англии. Клуб решил судьбу чемпионата за 7 туров до конца сезона, что является абсолютным рекордом турнира.
19 апреля 2021 года было объявлено о том, что «Ливерпуль» в числе 12 европейских клубов стал учредителем Суперлиги. Это решение вызвало большой общественный резонанс, и клуб принял решение выйти из Суперлиги.
Сезон 2023/2024, ставший последним для Клоппа в тренерском штабе команды, принёс «Ливерпулю» бронзу в чемпионате Англии. В январе 2024 года стало известно, что Клопп покинет клуб по окончании сезона. После победы «Ливерпуля» над «Вулверхэмптоном» (2:0) в заключительном туре Премьер-лиги на стадионе команды было организовано прощание с тренером. Преемником Юргена Клоппа стал нидерландский специалист Арне Слот.

#### Тренерство Арне Слота (с 2024 года)
1 июня 2024 года Арне Слот стал новым тренером «Ливерпуля». В его дебютном сезоне клуб стал 20-кратным чемпионом Англии за четыре тура до окончания чемпионата.

## Стадион

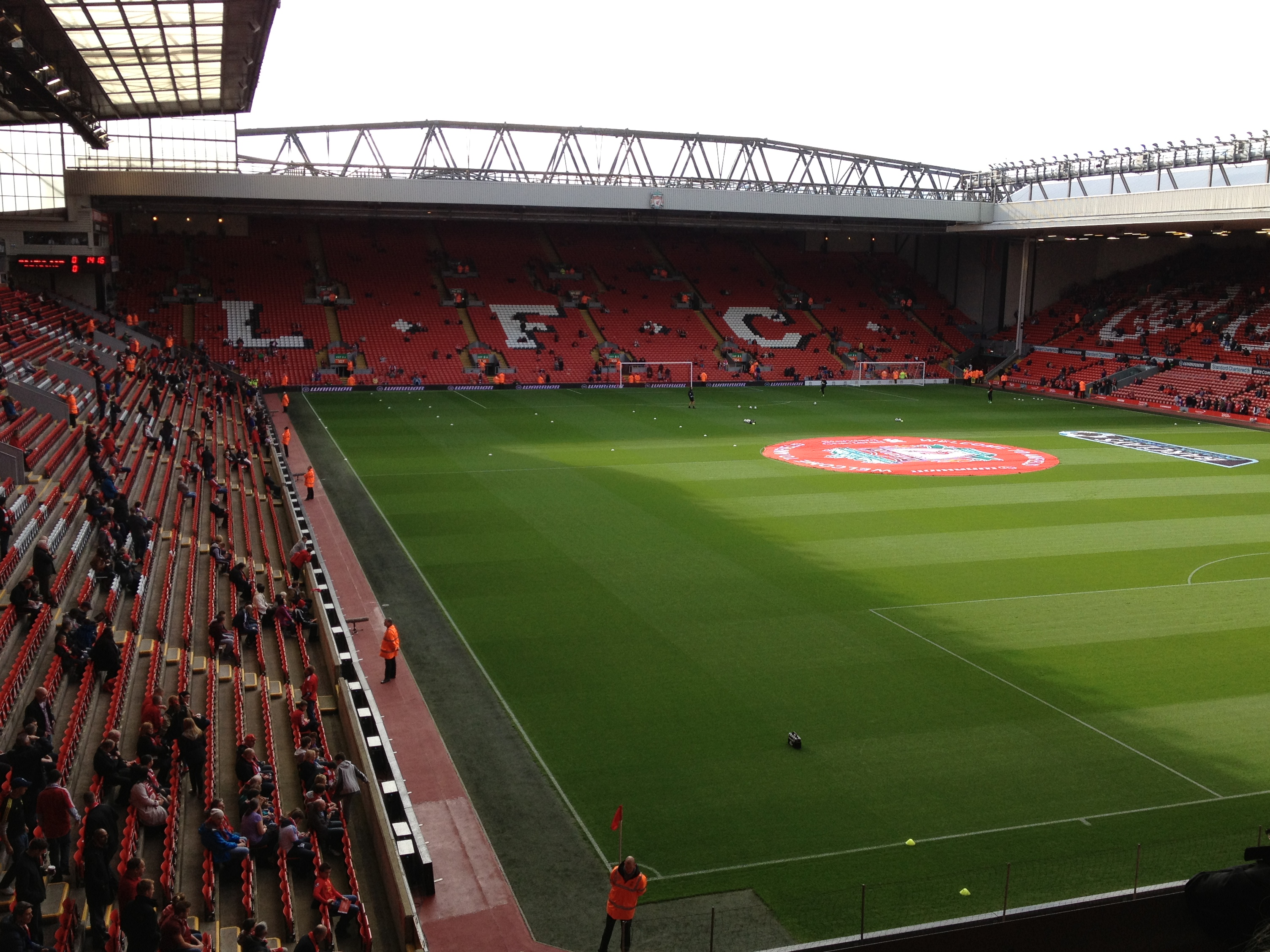
«Энфилд» домашний стадион «Ливерпуля»

«Энфилд» был построен в 1884 году на земле, прилегающей к району Стэнли Парка. Изначально стадион был домашней ареной «Эвертона», позже переехавшего на «Гудисон Парк», из-за спора вокруг аренды, с владельцем стадиона, Джоном Хоулдингом. Оставшись без команды, Хоулдинг основал «Ливерпуль» в 1892 году, при этом команда до сих пор играет на «Энфилде». Изначальная вместимость стадиона была всего 20 000, хотя на первом матче команды присутствовало 100 человек.
В 1906 году терраса стадиона была названа «Спион Коп» в честь холма в провинции Квазулу-Наталь. Холм был местом сражения при Спион Коп во время Второй англо-бурской войны, на этом месте погибло более 300 человек из Ланкашира, большинство из которых были уроженцами Ливерпуля. Максимальная вместимость трибуны была 28 000 мест, что позволило ей стать крупнейшей одноярусной трибуной в мире. Многие трибуны в Англии также получали названия Спион Коп, но трибуна на «Энфилде» крупнейшая из них.
Наибольшая вместимость стадиона составляла более 60 тысяч, до 1990 года вместимость была 55 тысяч. В связи с отчётом Тэйлора и решением Премьер-лиги к сезону 1993/94 были снесены все стоячие трибуны, вместимость сократилась до 45 276. В результате отчёта Тэйлора также была реконструирована и трибуна «Кэмлин Роуд», в 1992 году переименованная в честь столетия клуба в «Цэнтури Стэнд». Также были надстроены трибуны 2-го яруса в 1998 году, что привело к просадке фундамента. В результате, для дополнительной устойчивости трибун верхнего яруса, были установлены древесные столбы к началу сезона 1999/2000.

Проект стадиона Стенли Парк

Из-за невозможности расширения стадиона в мае 2002 года было объявлено о решении строительства нового стадиона «Стэнли Парк». В июле 2004 был предоставлен участок земли для строительства арены. В сентябре 2006 года городской совет города согласовал 999-летний договор аренды данного участка после приобретения клуба Джорджом Джилеттом и Томом Хиксом в феврале 2007 года. В ноябре того же года новый дизайн стадиона был изменён и утверждён советом клуба, который должен был вмещать 60 тысяч зрителей. Открытие «Стэнли Парка» планировалось в августе 2011 года, был заключён договор на строительство с компанией HKS, Ins. Однако в августе 2008 года строительство было заморожено в связи с долгами владельцев клуба Джиллета и Хикса в размере 300 млн фунтов стерлингов. В 2012 году новыми владельцами клуба было решено отказаться от строительства стадиона «Стэнли Парк» и реконструировать «Энфилд». Также было объявлено о том, что клуб не будет менять название арены из-за финансовой выгоды, по примеру Сент-Джеймс Парка.

## Болельщики

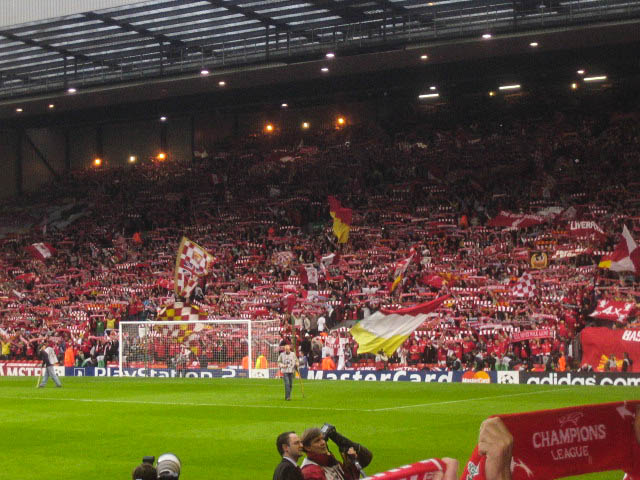
Копитес на трибуне Коп

«Ливерпуль» является одним из наиболее популярных клубов мира, а средняя посещаемость домашних игр является одной из наиболее высоких в Европе. Руководство клуба утверждает, что болельщики «красных» включают в себя более 200 официальных филиалов (англ. Association of International Branches (AIB)) в 30 странах мира. Наиболее преданные болельщики «Ливерпуля» называют себя «Копитес» (англ. Kopites). Так называли болельщиков, находящихся на террасе Коп (стоячей трибуне, ныне демонтированной и переделанной в сидячую) на стадионе «Энфилд». В 2008 году группа болельщиков основала фарм-клуб АФК «Ливерпуль» с целью дать возможность наблюдать за играми команды болельщикам, не имеющим эту возможность из-за высоких цен на билеты. Песня «You’ll Never Walk Alone» («Ты никогда не будешь один»), написанная американскими композиторами Ричардом Роджерсом и Оскаром Хаммерстайном II для мюзикла «Карусель» в 1945 году, позже исполненная ливерпульской бит-группой Gerry & The Pacemakers, является гимном клуба и впервые была исполнена болельщиками «красных» на «Энфилде» в начале 1960-х. С тех пор композиция приобрела популярность и среди фанатов других клубов. Название песни украшает верхнюю часть «Ворот Шенкли» — памятника, установленного в честь бывшего главного тренера 2 августа 1982 года. Также надпись «You’ll Never Walk Alone» украшает обновлённую в 1998 году эмблему клуба.
Болельщики «Ливерпуля» были вовлечены в две крупнейшие футбольные трагедии: «Эйзельскую», произошедшую 25 мая 1985 года в Брюсселе во время финальной игры Кубка европейских чемпионов между командами «Ювентус» и «Ливерпуль», в которой из-за обрушения стены стадиона погибло 39 болельщиков «Ювентуса», и трагедии на «Хилсборо», произошедшей 15 апреля 1989 года в Шеффилде во время полуфинальной игры Кубка Англии, в которой из-за ограждений по периметру трибун в давке погибло 96 фанатов «Ливерпуля», в том числе двоюродный брат бывшего капитана команды Стивена Джеррарда.

### Дерби

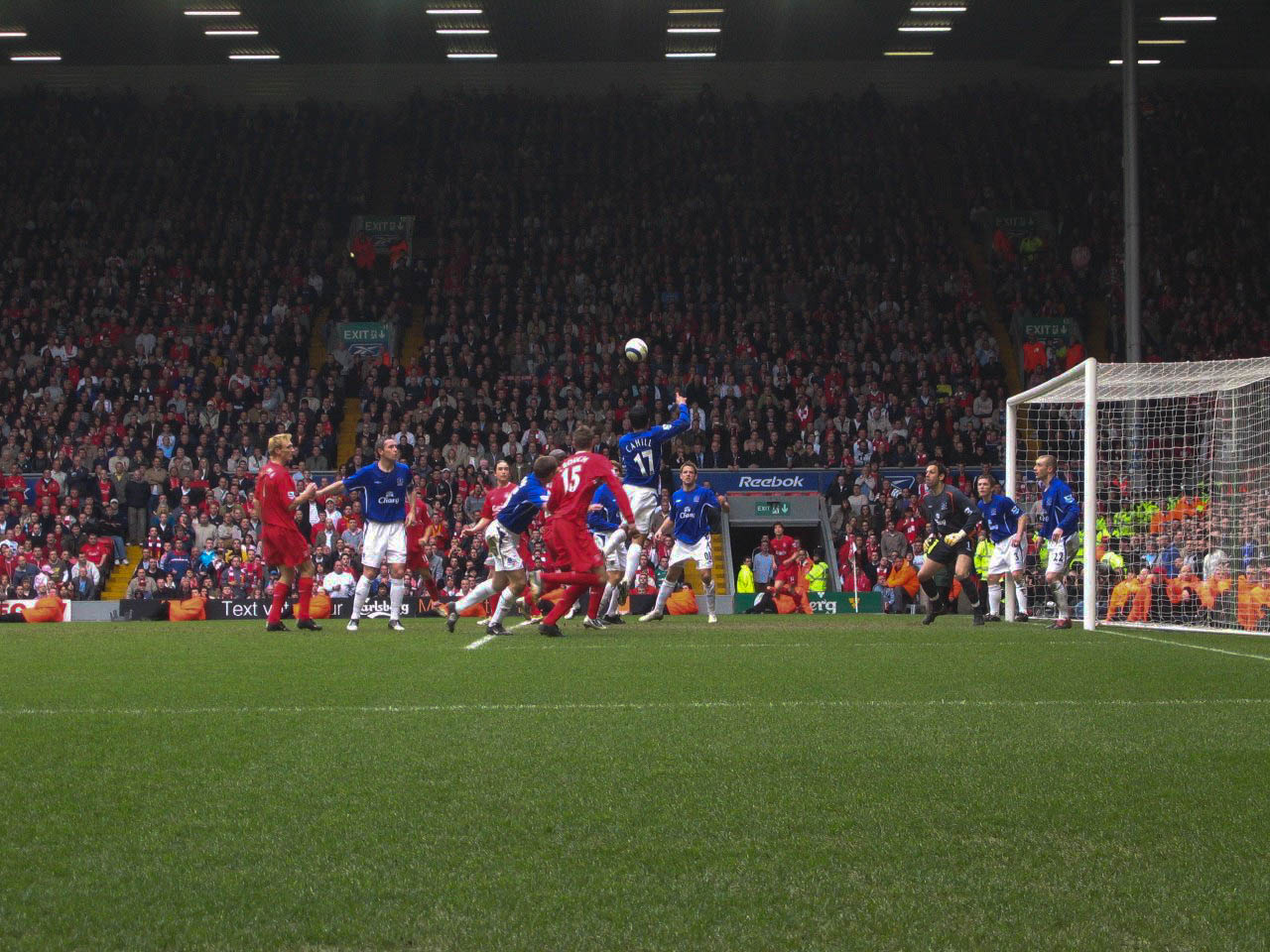
Мерсисайдское дерби на «Энфилде» в 2006

Самым принципиальным соперником для «Ливерпуля» является другой мерсисайдский клуб «Эвертон», матчи с их участием называются Мерсисайдским дерби. Их противостояние связано с основанием «Ливерпуля», когда совет директоров «Эвертона» разделился на две враждующие стороны в связи с вопросом об аренде «Энфилда». В отличие от других футбольных противостояний, соперничество между «Красными» и «Ирисками» не носит географической, религиозной или политической окраски. Матчи мерсисайдкого дерби, как правило, собирают аншлаги, а достать билет на данные игры бывает сложно. Это одно из немногих дерби, которое не носит взаимной агрессии противоборствующих сторон, а члены одной семьи могут сопереживать обоим клубам, поэтому также это противостояние получило название «Семейного дерби». Однако с середины 1980-х соперничество между клубами на футбольном поле и вне его усилилось. С момента основания Премьер-лиги в 1992 году в матчах между этими командами было показано больше красных карточек, чем в любом другом противостоянии команд АПЛ, и было названо «самым недисциплинированным и взрывоопасным противостоянием лиги».
Соперничество «Ливерпуля» с «Манчестер Юнайтед», в первую очередь, подразумевается как противостояние двух конкурирующих городов времён промышленной революции в XIX веке. Соперничество между командами усилилось после того, как «Манчестер Юнайтед» стал первой английской командой, выигравшей Кубок чемпионов в 1968 году. В 70-80-х годах «мерсисайдцы» значительно обошли их, выиграв 4 Кубка чемпионов. С начала 90-х годов «Манчестер Юнайтед» стал доминировать в английском футболе, благодаря чему противостояние стало наиболее принципиальным.

## Символика и форма

### Эмблема клуба
Эмблема «Ливерпуля» берёт начало от символа города — ливерпульской птицы, которая в прошлом изображалась на щите. Геральдическая палата Великобритании в 1977 году утвердила в качестве символа клуба красную ливерпульскую птицу, стоящую на футбольном мяче. Описание герба гласило: «На футбольном мяче стоит ливерпульская птица с поднятыми крыльями и держит в клюве кусок красных водорослей». Однако «Ливерпуль» никогда не использовал этот символ.
Летом 1992 года в честь столетия клуба был создан новый символ, на котором были изображены Ворота Шенкли, как дань памяти знаменитому тренеру «красных» Биллу Шенкли. Спустя год с обеих сторон были добавлены два пламени, символизирующие мемориал «Хиллсборо» за пределами «Энфилда», где горит вечный огонь в память о тех, кто погиб в катастрофе на стадионе «Хиллсборо».

Летом 2012 года на первой футболке «Ливерпуля» от экипировщика компании Warrior были убраны щит и ворота, а эмблема вернулась к тому виду, который украшал футболки клуба в 1970-х годах. Пламя было перенесено на задний воротник футболки, окружая цифру 96, которая обозначает число погибших на «Хиллсборо». По состоянию на январь 2025 года число жертв трагедии составляет 97 человек.

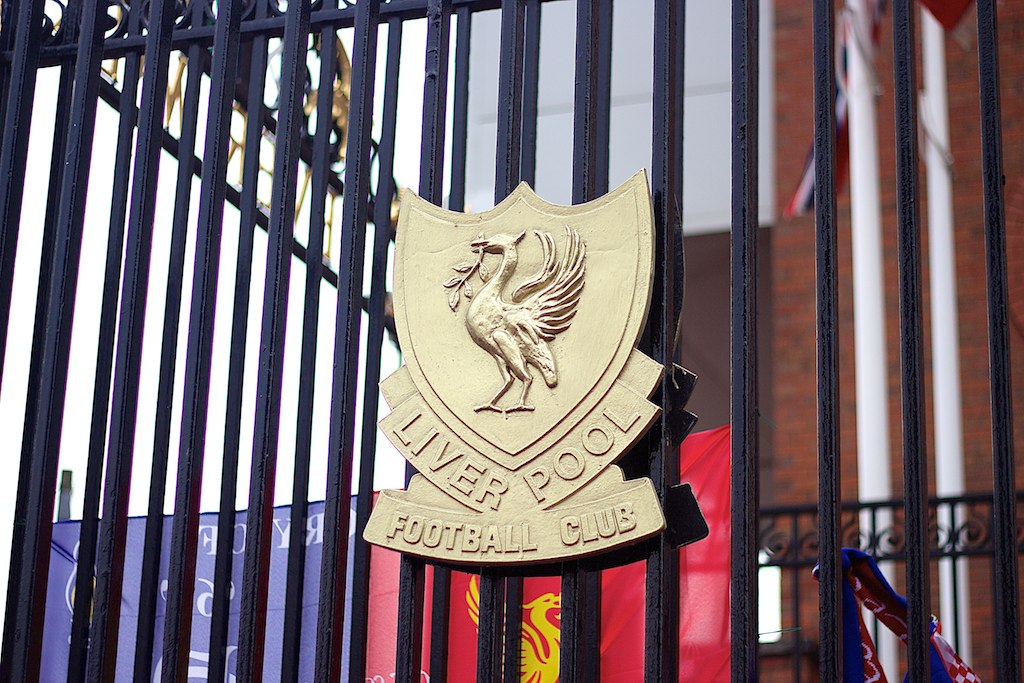
Герб клуба на Воротах Шенкли

### Форма клуба
«Ливерпуль» традиционно играет в полностью красной форме, но это утвердилось лишь в середине 1960-х. Первоначальными цветами клуба были синий и белый, взятые у «Эвертона». Формы команд были практически идентичны в то время. В 1894 «Ливерпуль» выбрал красный и белый цвета. В течение следующих 60 лет в форму «Ливерпуля» входили красные майки с белыми трусами. Цвет гетр постоянно менялся на протяжении многих лет: красный, чёрный, белый и снова красный.
Здесь представлена эволюция клубной формы «Ливерпуля» с момента основания и до сегодняшнего дня.
| 1892—1896 | 1896—1900 | 1900—1901 | 1936—1939 | 1946—1947 |

| 1947—1955 | 1955—1956 | 1956—1959 | 1959—1962 | 1962—1965 |

| 1965—1982 | 1982—1985 | 1985—1991 | 1991—1993 | 1993—1995 |

| 1995—1996 | 1996—1998 | 1998—2000 | 2000—2002 |

| 1892—1896 | 1896—1900 | 1900—1901 | 1936—1956 | 1956—1957 |

| 1957—1965 | 1965—1972 | 1965—1972 (резервная) | 1972—1974 | 1974—1981 |

| 1974—1981 (резервная) | 1981—1982 | 1982—1985 | 1985—1986 | 1985—1986 (резервная) |

| 1986—1987 | 1986—1987 (резервная) | 1987—1991 | 1987—1991 (резервная) | 1991—1993 |

| 1993—1995 | 1994—1996 (резервная) | 1995—1996 | 1996—1997 | 1997—1998 |

| 1998—1999 | 1999—2000 | 2000—2001 | 2001—2002 |

«Ливерпуль» был первым британским профессиональным клубом, разместившим логотип спонсора на футболке, после того как они согласились на сделку с Hitachi в 1979 году.
С 1992 по 2010 годы титульным спонсором клуба являлась датская пивоваренная компания Carlsberg, но в сентябре 2009 года стало известно, что с сезона 2010/11 вступает в силу четырёхлетнее соглашение между «Ливерпулем» и банком Standard Chartered, по которому клуб в течение этого времени получит 80 миллионов фунтов за размещение на своих футболках логотипа банка. Таким образом, семнадцатилетнее сотрудничество между английским клубом и датской компанией (самое продолжительное в истории британского футбола) подошло к концу. 14 сентября «Ливерпуль» и Standard Chartered официально анонсировали подписание контракта.
| Годы         | Производители формы |
| ------------ | ------------------- |
| 1973—1985    | Umbro               |
| 1985—1996    | Adidas              |
| 1996—2006    | Reebok              |
| 2006—2012    | Adidas              |
| 2012—2015    | Warrior             |
| 2015—2020    | New Balance         |
| 2020—2025    | Nike                |
| 2025 — н. в. | Adidas              |

| Годы         | Спонсоры           |
| ------------ | ------------------ |
| 1979—1982    | Hitachi            |
| 1982—1988    | Crown Paints       |
| 1988—1992    | Candy              |
| 1992—2010    | Carlsberg          |
| 2010 — н. в. | Standard Chartered |

## Состав

### Основной состав
| 1  | Бразилия          | Вр  | Алисон Бекер                   | 1992 |  |  |  |  |  |
| 25 | Грузия            | Вр  | Георгий Мамардашвили           | 2000 |  |  |  |  |  |
| 28 | Англия            | Вр  | Фредерик Вудман                | 1997 |  |  |  |  |  |
| 41 | Венгрия           | Вр  | Армин Печи                     | 2005 |  |  |  |  |  |
|    |                   |     |                                |      |  |  |  |  |  |
| 2  | Англия            | Защ | Джозеф Гомес                   | 1997 |  |  |  |  |  |
| 4  | Нидерланды        | Защ | Вирджил ван Дейк (капитан)     | 1991 |  |  |  |  |  |
| 5  | Франция           | Защ | Ибраима Конате                 | 1999 |  |  |  |  |  |
| 6  | Венгрия           | Защ | Милош Керкез                   | 2003 |  |  |  |  |  |
| 12 | Северная Ирландия | Защ | Конор Брэдли                   | 2003 |  |  |  |  |  |
| 15 | Италия            | Защ | Джованни Леони                 | 2006 |  |  |  |  |  |
| 21 | Греция            | Защ | Костас Цимикас                 | 1996 |  |  |  |  |  |
| 26 | Шотландия         | Защ | Эндрю Робертсон (вице-капитан) | 1994 |  |  |  |  |  |
| 30 | Нидерланды        | Защ | Джереми Фримпонг               | 2000 |  |  |  |  |  |
| 46 | Англия            | Защ | Рис Уильямс                    | 2001 |  |  |  |  |  |
| 47 | Шотландия         | Защ | Калвин Рэмзи                   | 2003 |  |  |  |  |  |
|    |                   |     |                                |      |  |  |  |  |  |

| 3  | Япония     | ПЗ  | Ватару Эндо         | 1993 |  |  |  |  |  |
| 7  | Германия   | ПЗ  | Флориан Вирц        | 2003 |  |  |  |  |  |
| 8  | Венгрия    | ПЗ  | Доминик Собослаи    | 2000 |  |  |  |  |  |
| 10 | Аргентина  | ПЗ  | Алексис Макаллистер | 1998 |  |  |  |  |  |
| 17 | Англия     | ПЗ  | Кертис Джонс        | 2001 |  |  |  |  |  |
| 19 | Англия     | ПЗ  | Харви Эллиотт       | 2003 |  |  |  |  |  |
| 38 | Нидерланды | ПЗ  | Райан Гравенберх    | 2002 |  |  |  |  |  |
| 42 | Англия     | ПЗ  | Трей Ньони          | 2007 |  |  |  |  |  |
| 43 | Испания    | ПЗ  | Стефан Байчетич     | 2004 |  |  |  |  |  |
|    |            |     |                     |      |  |  |  |  |  |
| 11 | Египет     | Нап | Мохаммед Салах      | 1992 |  |  |  |  |  |
| 14 | Италия     | Нап | Федерико Кьеза      | 1997 |  |  |  |  |  |
| 18 | Нидерланды | Нап | Коди Гакпо          | 1999 |  |  |  |  |  |
| 22 | Франция    | Нап | Юго Экитике         | 2002 |  |  |  |  |  |
| 50 | Шотландия  | Нап | Бен Доук            | 2005 |  |  |  |  |  |

#### Закреплённые номера
- № 20 навсегда закреплён за Диогу Жотой[75].

### Игроки в аренде
| \| № \| \| Поз. \| Имя \| Год рождения \| \| -- \| \| ---- \| ------------------------------------------------ \| ------------ \| \| 56 \| \| Вр \| Витезслав Ярош (в «Аяксе» до 30 июня 2026 года) \| 2001 \| \| 95 \| \| Вр \| Харви Дэвис (в «Кроли Таун» до 31 мая 2026 года) \| 2003 \| |        |      |                                                  |              |
| № |        | Поз. | Имя                                              | Год рождения |
| 56 | Чехия  | Вр   | Витезслав Ярош (в «Аяксе» до 30 июня 2026 года)  | 2001         |
| 95 | Англия | Вр   | Харви Дэвис (в «Кроли Таун» до 31 мая 2026 года) | 2003         |

## Трансферы 2025/26

### Пришли
| Позиция | Игрок                  | Прежний клуб       |
| ------- | ---------------------- | ------------------ |
| Вр      | Георгий Мамардашвили** | Валенсия           |
| Вр      | Армин Печи             | Академия Пушкаша   |
| Вр      | Фредерик Вудман***     | Престон Норт Энд   |
| Защ     | Джереми Фримпонг       | Байер 04           |
| Защ     | Милош Керкез           | Борнмут            |
| ПЗ      | Флориан Вирц           | Байер 04           |
| Нап     | Юго Экитике            | Айнтрахт Франкфурт |

### Ушли
| Позиция | Игрок                    | Новый клуб           |
| ------- | ------------------------ | -------------------- |
| Вр      | Куивин Келлехер          | Брентфорд            |
| Вр      | Витезслав Ярош*          | Аякс                 |
| Вр      | Харви Дэвис*             | Кроли Таун           |
| Защ     | Трент Александер-Арнольд | Реал Мадрид          |
| Защ     | Натаниэль Филлипс        | Вест Бромвич Альбион |
| Защ     | Джарелл Куанса           | Байер 04             |
| Нап     | Луис Диас                | Бавария              |
| Нап     | Дарвин Нуньес            | Аль-Хиляль           |

## Тренеры

### Тренерские достижения
- Следующие главные тренеры выиграли хотя бы один турнир с «Ливерпулем»[76]

| Имя                         | Период    | Показатели | Показатели | Показатели | Показатели | Показатели | Показатели | Показатели | Выигранные турниры |
| Имя                         | Период    | И          | В          | Н          | П          | МЗ         | МП         | %          | Выигранные турниры |
| --------------------------- | --------- | ---------- | ---------- | ---------- | ---------- | ---------- | ---------- | ---------- | --- |
| Уильям Барклай Джон Маккена | 1892—1896 | 131        | 80         | 20         | 31         | 344        | 148        | 61,07      | 2 чемпионских титула Второго дивизиона |
| Том Уотсон                  | 1896—1915 | 742        | 329        | 141        | 272        | 1226       | 1056       | 44,34      | 2 чемпионских титула Первого дивизиона, 1 Второго дивизиона |
| Дэвид Эшуорт                | 1919—1923 | 139        | 70         | 40         | 29         | 220        | 118        | 50,36      | 1 чемпионский титул Первого дивизиона |
| Мэтт Маккуин                | 1923—1928 | 229        | 93         | 60         | 76         | 354        | 307        | 40,61      | 1 чемпионский титул Первого дивизиона |
| Джордж Кей                  | 1936—1951 | 357        | 142        | 93         | 122        | 551        | 511        | 39,78      | 1 чемпионский титул Первого дивизиона |
| Билл Шенкли                 | 1959—1974 | 783        | 407        | 198        | 178        | 1307       | 766        | 51,98      | 3 чемпионских титула Первого дивизиона, 1 Второго дивизиона, 2 Кубка Англии 3 Суперкубка Англии, 1 Кубок УЕФА                                                     |
| Боб Пейсли                  | 1974—1983 | 535        | 307        | 132        | 96         | 955        | 406        | 57,38      | 6 чемпионских титула Первого дивизиона, 3 Кубка Лиги, 6 Суперкубков Англии 3 Кубка европейских чемпионов, 1 Кубок УЕФА, 1 Суперкубок УЕФА                         |
| Джо Фэган                   | 1983—1985 | 131        | 70         | 37         | 24         | 225        | 97         | 53,44      | 1 чемпионский титул Первого дивизиона, 1 Кубок Лиги, 1 Кубок европейских чемпионов                                                                                |
| Кенни Далглиш               | 1985—1991 | 307        | 187        | 78         | 42         | 617        | 259        | 60,91      | 3 чемпионских титула Первого дивизиона, 2 Кубка Англии, 4 Суперкубка Англии                                                                                       |
| Грэм Сунесс                 | 1991—1994 | 157        | 65         | 47         | 45         | 248        | 186        | 41,40      | 1 Кубок Англии |
| Рой Эванс                   | 1994—1998 | 226        | 116        | 57         | 53         | 375        | 216        | 51,33      | 1 Кубок Футбольной лиги |
| Жерар Улье                  | 1998—2004 | 307        | 158        | 75         | 74         | 516        | 298        | 51,47      | 2 Кубка Лиги, 1 Кубок Англии, 1 Суперкубок Англии, 1 Кубок УЕФА, 1 Суперкубок УЕФА                                                                                |
| Рафаэль Бенитес             | 2004—2010 | 249        | 141        | 53         | 55         | 407        | 206        | 56,63      | 1 Кубок Англии, 1 Суперкубок Англии, 1 Лига чемпионов УЕФА, 1 Суперкубок УЕФА                                                                                     |
| Кенни Далглиш               | 2011—2012 | 74         | 35         | 17         | 22         | 115        | 73         | 47,30      | 1 Кубок Футбольной лиги |
| Юрген Клопп                 | 2015—2024 | 491        | 299        | 109        | 83         | 1035       | 502        | 60,89      | 1 чемпионский титул Премьер-лиги, 2 Кубка Футбольной лиги, 1 Кубок Англии, 1 Суперкубок Англии 1 Лига чемпионов УЕФА, 1 Суперкубок УЕФА, 1 Клубный чемпионат мира |
| Арне Слот                   | 2024—     | 52         | 38         | 7          | 7          | 117        | 46         | 73,08      | 1 чемпионский титул Премьер-лиги |

### Тренерский штаб

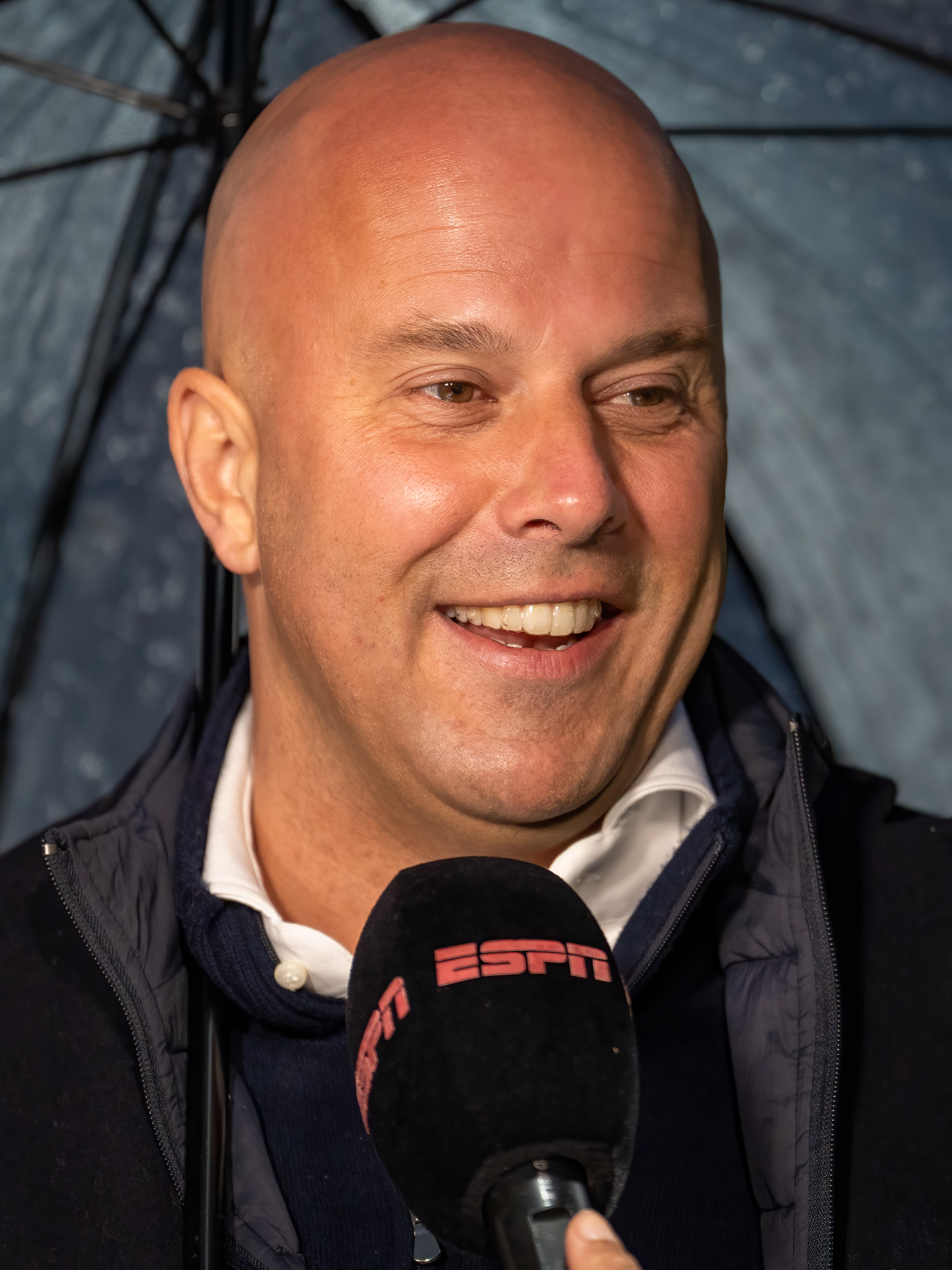
Арне Слот — главный тренер «Ливерпуля»

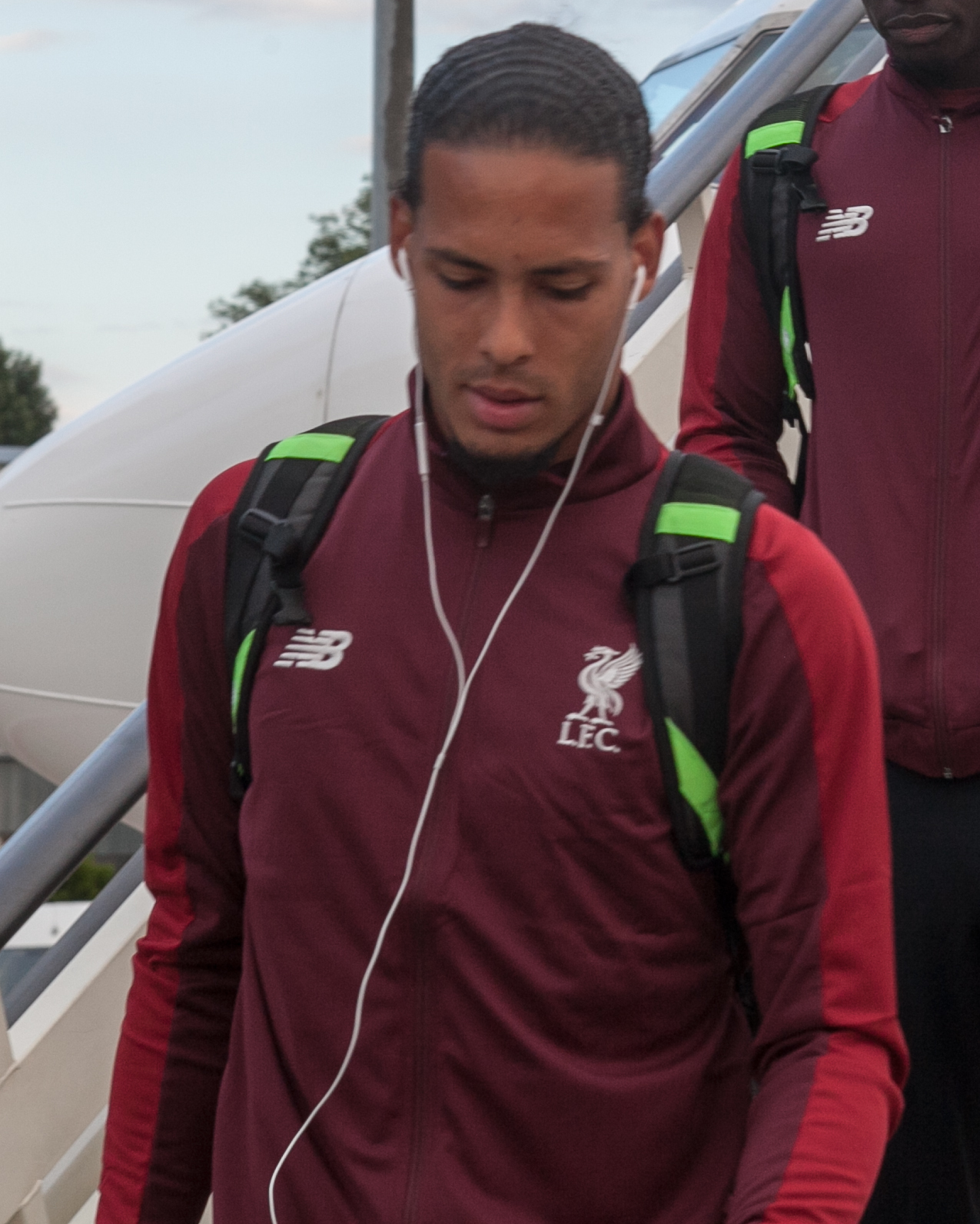
Вирджил ван Дейк — капитан «Ливерпуля»

По данным официального сайта клуба
| Главный тренер                         | Арне Слот          |
| Помощник главного тренера              | Сипке Хюльсхофф    |
| Помощник главного тренера              | Джон Хейтинга      |
| Тренер вратарей первой команды         | Фабиан Отте        |
| Тренер вратарей                        | Клаудио Таффарел   |
| Помощник тренера вратарей              | Джек Робинсон      |
| Тренер по вбрасыванию аутов            | Томас Гроннемарк   |
| Тренер по развитию                     | Витор Матос        |
| Руководитель отдела фитнеса            | Андреас Корнмайер  |
| Менеджер по медицинской реабилитации   | Филипп Якобсен     |
| Тренер по фитнесу                      | Коналл Мертаг      |
| Тренер по фитнесу                      | Том Кинг           |
| Помощник тренера по фитнесу            | Джордан Фэрклаф    |
| Массажист                              | Пол Смолл          |
| Координатор по управлению экипировкой  | Ли Рэдклифф        |
| Менеджер по экипировке                 | Грэм Картер        |
| Тренер по реабилитации и фитнесу       | Дэвид Райдингс     |
| Руководитель отдела питания            | Мона Неммер        |
| Послематчевый аналитик                 | Марк Лейланд       |
| Руководитель отдела анализа соперников | Грег Мэтисон       |
| Аналитик соперников                    | Джеймс Френч       |
| Физиотерапевт первой команды           | Кристофер Рорбек   |
| Физиотерапевт первой команды           | Хосе Луис Родригес |
| Физиотерапевт                          | Джо Льюис          |

## Собственность и финансы

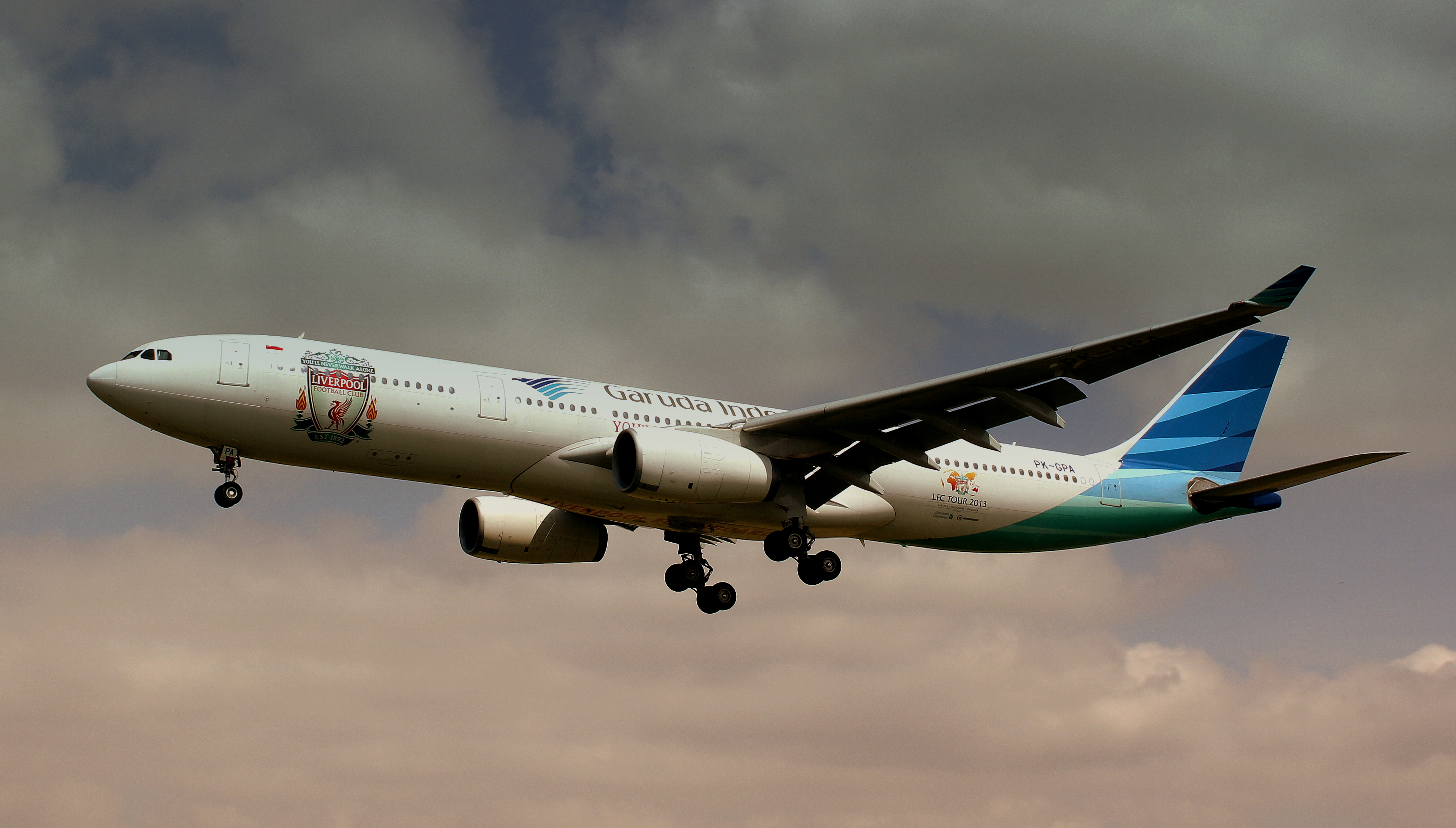
Airbus A330-300 с символикой клуба

Основатель «Ливерпуля» Джон Хоулдинг стал первым председателем клуба, эту должность он занимал с момента её основания в 1892 году до 1904 года. Джон МакКенна занял пост председателя в 1909 году. Впоследствии Маккенна стал президентом футбольной лиги. Председательство много раз переходило в разные руки, прежде чем Джон Смит, чей отец являлся акционером клуба, взял на себя эту роль в 1973 году. Он руководил в самый успешный в истории «Ливерпуля» период до своего ухода в 1990 году. Его преемником был назначен Ноэль Уайт, который стал председателем в 1990 году, а в августе 1991 председателем стал Дэвид Мурс, чья семья владела в клубом в течение более чем 50 лет. Мурсу принадлежало 51 процентов акций клуба. Десять процентов акций принадлежит информационной компании «Гранада Медиа». Пять процентов — строительному магнату Стивену Моргану, ещё три — владельцу типографии Терри Нилу.
6 февраля 2007 года Мурс продал клуб американским бизнесменам Джорджу Джиллетту и Тому Хиксу, которые оценили клуб и его долги на 219 млн фунтов стерлингов. Пара заплатила 5000 фунтов стерлингов за акцию. 22 января 2008 года на матче «Ливерпуль» — «Астон Вилла» фанаты «Ливерпуля» протестовали против политики Джиллетта и Хикса, а также против финансового положения дел в клубе, призывая пару продать свои акции в «Ливерпуле». 16 апреля 2010 года Хикс и Джиллетт выставляют на продажу погрязший в долгах клуб английской футбольной премьер-лиги «Ливерпуль» после трёхлетнего владения командой. 15 октября 2010 года «Ливерпуль» был продан американской компании «Fenway Sports Group» за 300 млн фунтов.
«Ливерпуль» является глобальным брендом: согласно данным отчёта 2010 года, название клуба и связанная с ним интеллектуальная собственность оцениваются в 141 млн фунтов, что на 5 млн фунтов больше по сравнению с предыдущим годом. В 2010 году журнал Forbes оценил бренд «Ливерпуль» $822 млн; таким образом, бренд клуба занял шестое место в мире после «Манчестер Юнайтед», «Реала», «Арсенала», «Барселоны» и «Баварии». В 2024 году клуб занимал седьмое место в списке самых доходных футбольных клубов мира, составленном компанией Deloitte, уступая клубам «Реал Мадрид», «Манчестер Сити», «Пари Сен-Жермен», «Барселона», «Манчестер Юнайтед» и «Бавария».
В ноябре 2022 года сообщалось, что руководство «Fenway Sports Group» начало процедуру продажи клуба после 12 лет во главе команды.

## Достижения
- По данным официального сайта[93].

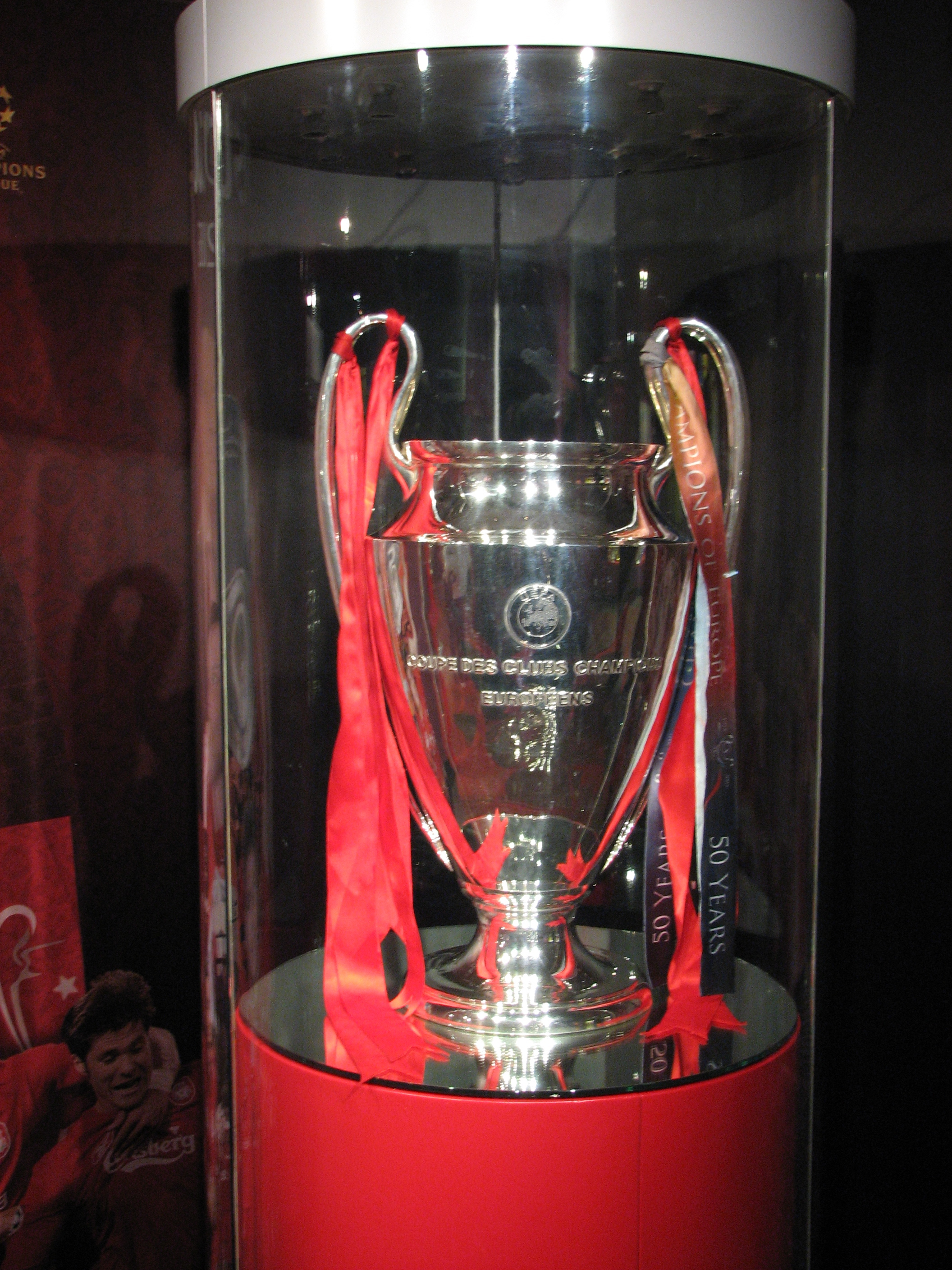
Кубок европейских чемпионов, выигранный клубом в 2005 году

Клубу «Ливерпуль» принадлежат рекорды по количеству побед среди английских команд в Лиге чемпионов УЕФА (6 титулов), Кубке УЕФА (3 титула), Суперкубке УЕФА (4 титула) и в Кубке Английской футбольной лиги (10 титулов).

### Национальные
- Первый дивизион / Премьер-лига[95]
  - Чемпион (20, рекорд): 1900/01, 1905/06, 1921/22, 1922/23, 1946/47, 1963/64, 1965/66, 1972/73, 1975/76, 1976/77, 1978/79, 1979/80, 1981/82, 1982/83, 1983/84, 1985/86, 1987/88, 1989/90, 2019/20, 2024/25
  - Вице-чемпион (15): 1898/99, 1909/10, 1968/69, 1973/74, 1974/75, 1977/78, 1984/85, 1986/87, 1988/89, 1990/91, 2001/02, 2008/09, 2013/14, 2018/19, 2021/22
- Второй дивизион
  - Чемпион (4): 1893/94, 1895/96, 1904/05, 1961/62
- Кубок Англии
  - Обладатель (8): 1965, 1974, 1986, 1989, 1992, 2001, 2006, 2022
  - Финалист (7): 1914, 1950, 1971, 1977, 1988, 1996, 2012
- Кубок Английской футбольной лиги
  - Обладатель (10, рекорд): 1981, 1982, 1983, 1984, 1995, 2001, 2003, 2012, 2022, 2024
  - Финалист (5): 1978, 1987, 2005, 2016, 2025
- Суперкубок футбольной лиги
  - Обладатель: 1986
- Суперкубок Англии
  - Обладатель (16): 1964*, 1965*, 1966, 1974, 1976, 1977*, 1979, 1980, 1982, 1986*, 1988, 1989, 1990*, 2001, 2006, 2022
- Ланкаширская лига
  - Чемпион: 1893

* Разделённые победы в Суперкубке (в матчах была зафиксирована ничья и победителями объявлялись оба клуба-участника).

### Международные

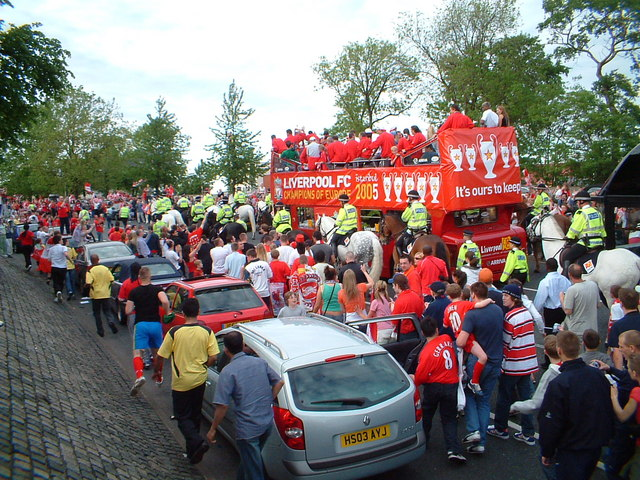
Празднование победы в Лиге чемпионов 2005 года

- Кубок европейских чемпионов / Лига чемпионов УЕФА
  - Победитель (6): 1977, 1978, 1981, 1984, 2005, 2019
  - Финалист (4): 1985, 2007, 2018, 2022
- Кубок обладателей кубков УЕФА
  - Финалист: 1966
- Кубок УЕФА / Лига Европы УЕФА
  - Обладатель (3): 1973, 1976, 2001
  - Финалист: 2016
- Суперкубок УЕФА
  - Обладатель (4): 1977, 2001, 2005, 2019
  - Финалист (2): 1978, 1984
- Межконтинентальный кубок
  - Финалист (2): 1981, 1984
- Клубный чемпионат мира
  - Победитель: 2019
  - Финалист: 2005

### Дубли и треблы
- Дубль[96]:
  - Чемпионат и Кубок Англии:
    - 1985/86[англ.]

  - Чемпионат и Кубок Футбольной лиги:
    - 1981/82, 1982/83[англ.], 1983/84[англ.]

  - Кубок Англии и Кубок Футбольной лиги:
    - 2000/01, 2021/22

  - Еврокубковый дубль (Чемпионат и Кубок европейских чемпионов):
    - 1976/77[англ.], 1983/84[англ.]

  - Чемпионат и Кубок УЕФА:
    - 1972/73, 1975/76[англ.]

  - Кубок Лиги и Кубок чемпионов:
    - 1980/81[англ.], 1983/84[англ.]

  - Кубок Англии и Кубок УЕФА:
    - 2000/01

  - Кубок Футбольной лиги и Кубок УЕФА:
    - 2000/01
    - Кубок европейских чемпионов и Клубный чемпионат мира
    - 2018/2019
- Требл[96]
  - Чемпионат, Кубок Футбольной лиги и Кубок европейских чемпионов:
    - 1983/84[англ.]

  - Чемпионат, Кубок Англии и Суперкубок футбольной лиги:
    - 1985/86[англ.]

  - Кубок Англии, Кубок Футбольной лиги и Кубок УЕФА:
    - 2000/01

## Рекорды

### Командные рекорды
- Первый матч: 2 сентября 1892, против «Ротерем Таун» 6:1
- Первый официальный матч: 3 сентября 1892, против «Хайер Уолтон» 8:0
- Первый матч в чемпионате: 2 сентября 1893, против «Мидлсбро» 2:0
- Первый матч в Кубке Англии: 15 октября 1892, против «Нантвич Роуд» 4:0
- Первый матч в еврокубках: 17 августа 1964, против исландского «Рейкьявика» 5:0, в КЧ
- Самая крупная победа: 17 сентября 1974, против «Стрёмсгодсета» 11:0
- Самая крупная победа в гостях: 29 ноября 2000, против «Сток Сити» 8:0
- Самая крупная победа в чемпионате: 12 сентября 1989, против «Кристал Пэласа» 9:0; 27 августа 2022, против «Борнмута» 9:0
- Самая длинная победная серия: 18 матчей, с 27 октября 2019 по 24 февраля 2020
- Самая длинная беспроигрышная: 25 матчей, с марта по сентябрь 1982
- Самая длинная беспроигрышная серия дома: 85 матчей, с января 1978 по январь 1981
- Самая длинная безвыигрышная серия: 9 матчей, 29 апреля по 14 октября 1899
- Самое крупное поражение: 10 ноября 1934, от «Хаддерсфилд Таун» 0:8 и 11 декабря 1954, от «Бирмингем Сити» 1:9
- Самое крупное поражение дома: 19 апреля 1930, от «Сандерленда» 0:6

### Рекорды игроков
- Больше всего хет-триков: Гордон Ходжсон — 17.
- Три подряд хет-трика: Джек Балмер в сезоне 1946/47.
- Больше всего голов в чемпионате: Роджер Хант в сезоне 1961/62 забил 41 гол.
- В сезоне 1965/66 «Ливерпуль» выиграл чемпионат Англии, используя лишь 14 игроков за весь сезон.
- Больше всего голов за сезон во всех турнирах: Иан Раш в сезоне 1983/84 забил 47 голов.
- Четыре игрока забивали 5 голов в одном матче:
  - Энди Макгайган[англ.], 1901/02
  - Джон Эванс[англ.], 1954/55
  - Иан Раш, 1983/84
  - Робби Фаулер, 1993/94.
- Самый быстрый хет-трик: Робби Фаулеру в матче против «Арсенала» в сезоне 1994/95 понадобилось всего 4 минуты и 32 секунды, чтобы забить 3 гола.
- Самый дальний гол «Ливерпуля» забил Хаби Алонсо, запустив мяч в ворота «Лутон Таун» с 65 ярдов (59,44 метров) 7 января 2006 в матче Кубка Англии.
- Роджер Хант в сезоне 1961/62 и Фернандо Торрес в сезоне 2007/08 забивали в восьми матчах на «Энфилде» подряд.
- Самый молодой бомбардир: Бен Вудберн в возрасте 17 лет и 45 дней.

| №  | Имя             | Период              | Чемпионат | Всего    |
| -- | --------------- | ------------------- | --------- | -------- |
| 1  | Иан Каллаган    | 1960—1978           | 640 (4)   | 857 (7)  |
| 2  | Джейми Каррагер | 1996—2013           | 508 (24)  | 737 (35) |
| 3  | Стивен Джеррард | 1998—2015           | 504 (33)  | 710 (57) |
| 4  | Рэй Клеменс     | 1967—1981           | 470 (0)   | 665 (0)  |
| 4  | Эмлин Хьюз      | 1967—1979           | 474 (0)   | 665 (0)  |
| 6  | Иан Раш         | 1980—1987 1988—1996 | 469 (22)  | 660 (30) |
| 7  | Фил Нил         | 1974—1985           | 455 (2)   | 650 (2)  |
| 8  | Томми Смит      | 1962—1978           | 467 (0)   | 638 (1)  |
| 9  | Брюс Гроббелар  | 1980—1994           | 440 (0)   | 628 (0)  |
| 10 | Алан Хансен     | 1977—1991           | 434 (0)   | 620 (2)  |

| №  | Имя             | Период              | Чемпионат | Всего     |
| -- | --------------- | ------------------- | --------- | --------- |
| 1  | Иан Раш         | 1980—1987 1988—1996 | 229 (469) | 346 (660) |
| 2  | Роджер Хант     | 1958—1969           | 245 (404) | 286 (492) |
| 3  | Мохаммед Салах  | 2017—н. в.          | 184 (288) | 245 (401) |
| 4  | Гордон Ходжсон  | 1925—1936           | 233 (358) | 241 (377) |
| 5  | Билли Лидделл   | 1938—1961           | 215 (492) | 228 (534) |
| 6  | Стивен Джеррард | 1998—2015           | 120 (504) | 186 (710) |
| 7  | Робби Фаулер    | 1993—2001 2006—2007 | 128 (266) | 183 (369) |
| 8  | Кенни Далглиш   | 1977—1990           | 118 (355) | 172 (515) |
| 9  | Майкл Оуэн      | 1996—2004           | 118 (216) | 158 (297) |
| 10 | Гарри Чеймберс  | 1915—1928           | 135 (315) | 151 (339) |

## Личные достижения футболистов «Ливерпуля»

### Обладатели «Золотого мяча»
Следующие футболисты получили «Золотой мяч», выступая за «Ливерпуль»:
- Майкл Оуэн — 2001[101]

### Обладатели «Золотой бутсы»
Следующие футболисты получили «Золотую бутсу», выступая за «Ливерпуль»:
- Иан Раш — 1984 (32 гола)[102]
- Луис Суарес — 2014 (31 гол)

### Футболисты года по версии УЕФА
Следующие футболисты были признаны футболистами года по версии УЕФА, выступая за «Ливерпуль»:
- Стивен Джеррард — 2005[103]

### Лучшие футболисты года в Европе
Следующие футболисты получали Приз лучшему футболисту года в Европе, выступая за «Ливерпуль»:
- Вирджил ван Дейк — 2019

### Зал славы «Ливерпуля»
- Список составлен по данным официального сайта[104].

В 2002 году футбольный клуб «Ливерпуль» объявил о создании Зала славы «Ливерпуля». В него вошло 22 игрока: по два игрока из каждого десятилетия

| - Алан А’Курт - Джек Балмер - Джон Барнс - Гарри Брэдшо - Артур Годдард - Кенни Далглиш | - Рон Йейтс - Иан Каллаган - Рэй Клеменс - Джек Кокс - Билли Лиддел - Эфроим Лонгуорт | - Джимми Макдугал - Дональд Маккинли - Мэтт Маккуин - Алекс Райзбек - Иан Раш | - Элайша Скотт - Альберт Стаббинс - Алан Хансен - Роджер Хант - Гордон Ходжсон |

### Чемпионы мира
Следующие футболисты становились чемпионами мира, являясь игроками «Ливерпуля»:

| - Джерри Берн — 1966 - Иан Каллаган — 1966 - Роджер Хант — 1966 | - Пепе Рейна — 2010 - Фернандо Торрес — 2010 |

### Чемпионы Европы
Следующие футболисты становились чемпионами Европы, являясь игроками «Ливерпуля»:

| - Хаби Алонсо — 2008 - Альваро Арбелоа — 2008 | - Пепе Рейна — 2008, 2012 - Фернандо Торрес — 2008 |